# Амір Фератович
Амір Фератович (словен. Amir Feratovič, нар. 8 червня 2002, Любляна, Словенія) — словенський футболіст, захисник турецького клубу «Адана Демірспор» та молодіжної збірної Словенії.

## Ігрова кар'єра

### Клубна
Амір Фератович народився у місті Любляна і пройшов через молодіжні команди столичних клубів «Олімпія» та «Браво». У 2020 році футболіст приєднався до Прімавери італійського клубу «Рома». Але першу гру на професійному рівні Фератович провів у складі португальської «Ештрели Амадора» у Другому дивізіоні чемпіонату Португалії.
Другу половину сезону 2022\23 захисник провів в оренді у фарм-клубі «Бенфіка Б».
В серпні 2023 року Іератович підписав трирічний контракт з клубом турецької Суперліги «Адана Демірспор» з опцією продовження контракту ще на один рік.

### Збірна
З 2022 року Амір Фератович є гравцем молодіжної збірної Словенії.